# پهنا در نصف مقدار بیشینه

پهنا در نصف مقدار بیشینه برابر با

پهنا در نصف مقدار بیشینه (به انگلیسی: Full width at half maximum (FWHM)) کمیتی بیانگر گستردگی یک تابع است، به‌صورتی که اختلاف بین دو مقدار متغیر مستقل است که در آن متغیر وابسته نصف مقدار بیشینهٔ خود را داشته باشد.
پهنا در نصف مقدار بیشینه برای پدیده‌هایی مانند طول مدت یک پالس یا عرض طیف منابعی که در مخابرات نوری استفاده می‌شوند یا طیف‌سنجی بکار می‌رود.